# Réformes militaires ottomanes

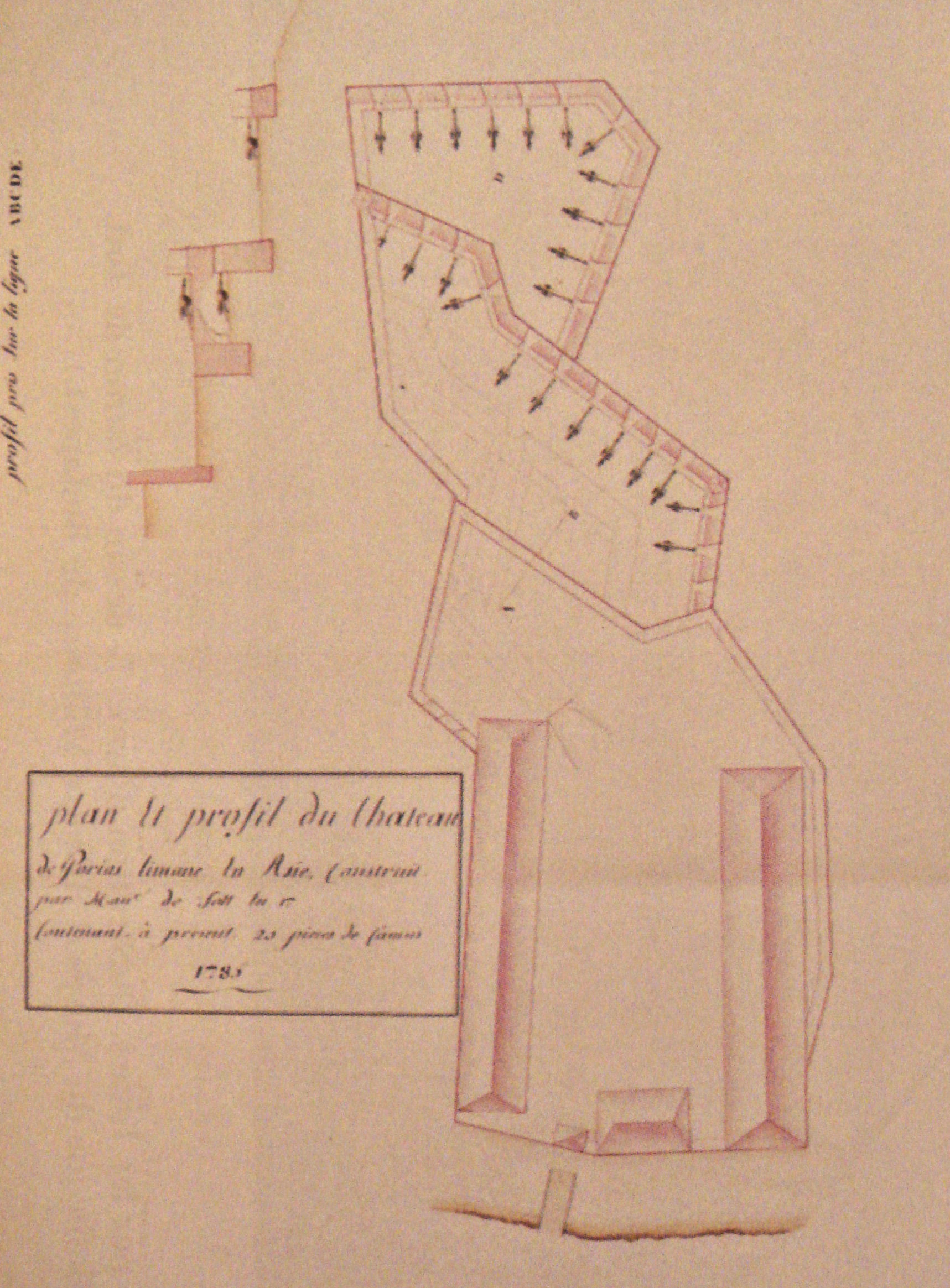
Une fortification construite par François de Tott pour l'Empire ottoman pendant la guerre russo-turque (1768-1774).

Les réformes militaires ottomanes ont commencé à la fin du XVIIIe siècle.

## Réformes de Sélim III
Lorsque Sélim III accéda au trône en 1789, un effort de réforme militaire fut lancé, visant à sécuriser l'Empire ottoman.

### Présentation des conseillers
Les conseillers militaires occidentaux ont été importés en tant que conseillers, mais leurs capacités à opérer des changements étaient limitées. Un défilé d'officiers français a été amené, et aucun d'entre eux n'a pu faire grand-chose. Un exemple d'un conseiller qui a obtenu un succès limité était l'officier français François de Tott. Il réussit à faire construire une nouvelle fonderie pour faire de l'artillerie. Il a également dirigé la construction d'une nouvelle base navale.

### Nouveau système d'armée

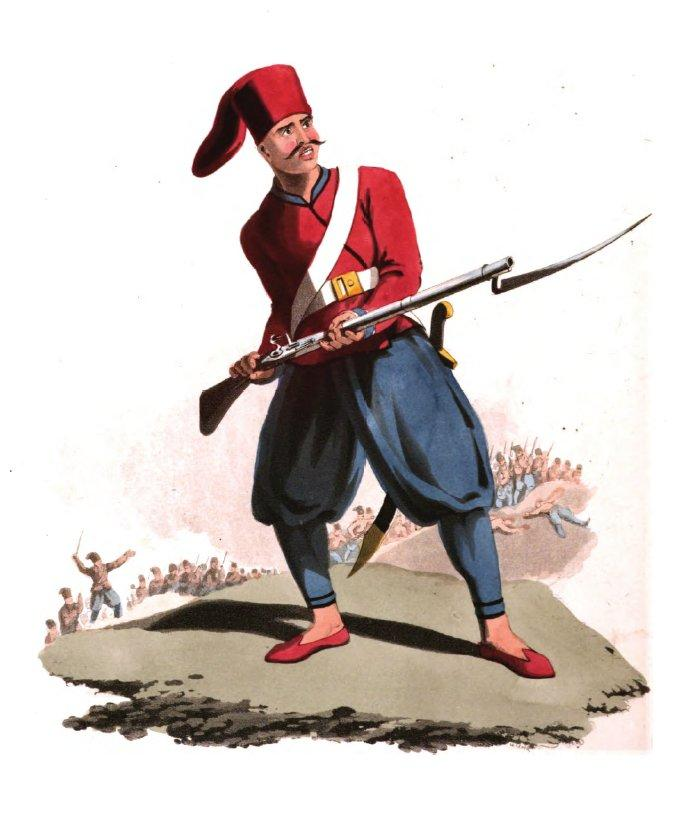
Soldat de l'infanterie de Nizam-i Djédid

Le changement le plus important a été la création d'une nouvelle unité d'infanterie d'élite; le Nizam-i Djédid était équipé d'uniformes à la française, d'armes européennes et de formations modernes. Ce groupe offenserait les janissaires. Une fois les forces d'élite, les janissaires étaient devenus une élite conservatrice utilisant leur puissance militaire pour se développer commercialement et politiquement. En 1806, les janissaires, avec le soutien des oulémas et des gouverneurs de province, se révoltent contre le sultan et ses nouvelles forces et le remplacent par Mustafa IV.

## Réformes de Mahmoud II
En 1808, Sélim III a été remplacé par Mahmoud II par la loi martiale d'Alemdar Mustafa Pacha qui a relancé les efforts de réforme. Sa première tâche fut de s'allier aux janissaires afin de briser le pouvoir des gouverneurs de province. Il s'en est ensuite pris aux janissaires, les massacrant dans leur caserne à Istanbul et dans les capitales provinciales en 1826, connue sous le nom d'incident de charité. Le sultan se mit alors à remplacer les janissaires par d'autres troupes régulières. La guerre russo-turque de 1828-1829 ne lui laisse pas le temps d'organiser une nouvelle armée et le sultan est contraint de se battre avec ces jeunes recrues indisciplinées contre les vétérans du tsar. La guerre a pris fin par le désastreux traité d'Andrinople. Bien que les réformes en question aient été principalement mises en œuvre pour améliorer les forces armées, le développement le plus notable résultant de ces efforts a été une série d'écoles qui enseignent tout, des mathématiques à la médecine, pour former de nouveaux officiers.

## Réformes d'Abdelmedjid I

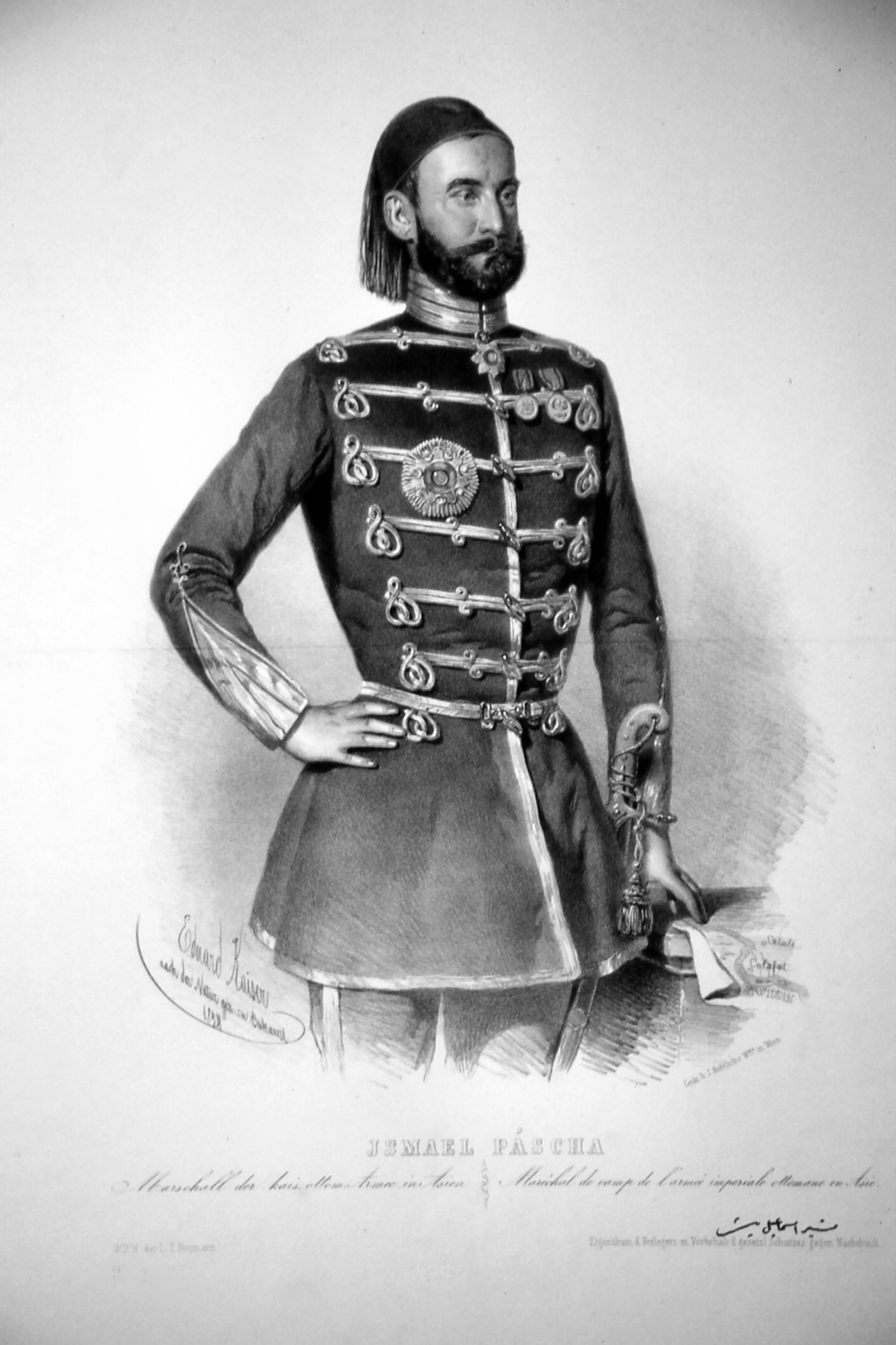
Ismail Pacha dans un uniforme militaire d'inspiration française.

Le sultan Abdelmedjid I a joui de plusieurs années de paix, ce qui lui a permis de former une armée puissante et bien disciplinée qui a été créée au début de l'année 1842.
La chaîne de commandement de l'état-major de chaque armée était composée d'un commandant en chef, de deux lieutenants généraux, de trois brigadiers d'infanterie, dont l'un commande la réserve, de deux brigadiers de cavalerie et d'un brigadier d'artillerie. Dans chaque corps, il y avait trois régiments d'infanterie, deux de cavalerie et un d'artillerie, avec trente-trois canons. L'effectif total de ces douze régiments de forces actives était de 30 000 hommes, mais il a été réduit en temps de paix par la mise en retraite à une force effective d'environ 25 000 hommes dans trois des six armées, ainsi que 15 000 soldats dans les trois autres, un conséquence du fait que le système de recrutement est encore incomplet dans son application dans tout l'Empire ottoman. L'ensemble de l'établissement de cette branche s'élève donc à 180 000 hommes, appartenant au service actif, mais sa force effective est actuellement de 123 000.
La réserve de quatre des six armées se composait de onze régiments, dont six d'infanterie, quatre de cavalerie et un d'artillerie. La force combinée totale équivalait à 12 000 soldats, tandis que les deux autres armées n'ont pas rempli leur réserve de soldats qui ont servi cinq ans. En temps de guerre, cependant, la réserve formerait deux corps de 25 000 hommes dans chaque armée; donnant un total de 300 000. Les deux services formaient donc, en l'état, une force effective de 135 000 hommes; et lorsque leur pleine force aura été remplie, elle s'élèvera à 480 000.
Outre ces six armées, il y avait quatre corps détachés. Ces corps portent l'effectif de l'armée permanente à 365 000 hommes.
Le déploiement à l'époque comprenait les éléments suivants :
- l'île de Crète a reçu trois régiments d'infanterie et un de cavalerie, au total 11 000 hommes ;
- le Pashalik de Tripoli, en Afrique, reçut un régiment d'infanterie et un de cavalerie, d'environ 5 000 hommes ;
- le Pashalik de Tunis se voit attribuer un régiment d'infanterie et un de cavalerie, d'environ 5 000 hommes.

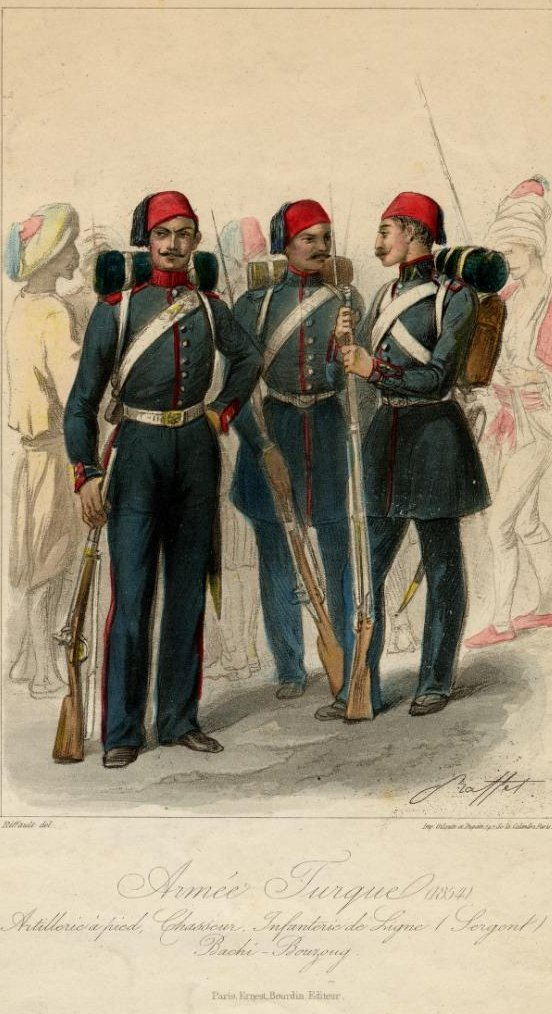
Soldats ottomans avec uniformes européens, gravure de Riffaut, 1854

Outre les troupes déployées, l'armée ottomane avait également les unités suivantes :
- le corps central d'artillerie,
- une brigade permanente de sapeurs et de mineurs avec des officiers mécaniciens,
- la brigade d'artillerie vétéran,
- garnisons permanentes d'artillerie des forteresses sur :
  - L'Hellespont
  - Le Bosphore
  - Le Danube, en Serbie, sur l'Adriatique
  - La côte de l'Asie Mineure, dans les îles de l'archipel
  - les rives sud de la mer Noire, constituant une force combinée d'environ 9 000 hommes

Outre l'augmentation de 32 000 hommes par la soumission de la Bosnie et Albanie du Nord au nouveau système; et une nouvelle augmentation de 40 000 hommes, que la Serbie avait prévu de fournir, 18 000 hommes ont servi en Égypte, ce qui permettrait de renforcer la réserve de la cinquième armée.
Les marines, marins et ouvriers se sont enrôlés dans des brigades qui totalisaient 34 000 hommes. Le grand total d'hommes armés à la disposition de l'Empire ottoman à l'époque pouvait être calculé à pas moins de 664 000 hommes. De plus, les Ottomans pouvaient demander des prélèvements occasionnels, qui étaient plus facilement et plus efficacement utilisés dans l'Empire ottoman que dans tout autre pays à l'époque. Après des années de paix et de stabilité, l'armée modernisée a été mise à l'épreuve pendant la guerre de Crimée.

## Réformes d'Abdulhamid II

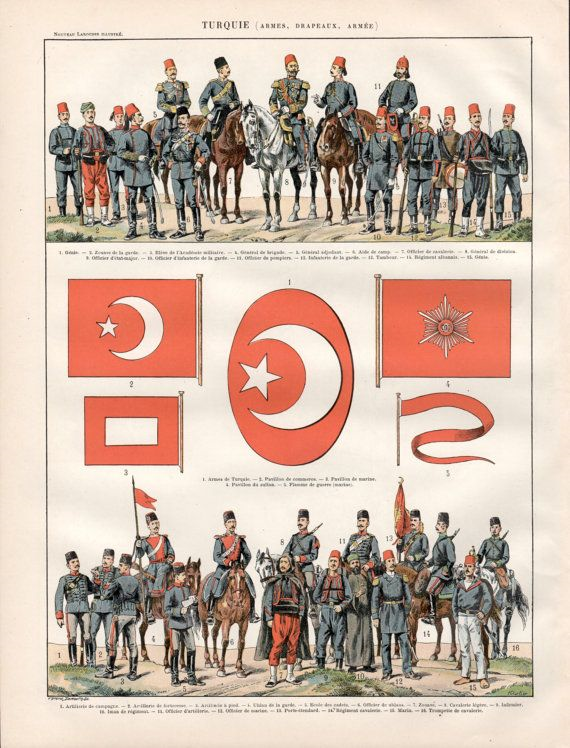
L'armée impériale ottomane en 1900

Abdulhamid II attachait une importance capitale à la réorganisation de l'armée. Dès 1880, il sollicita et obtint deux ans plus tard l'aide allemande, qui aboutit à la nomination du lieutenant-colonel Otto Kähler et, enfin, de Colmar Von der Goltz comme conseillers militaires.
Le programme de Harbiye (Collège de guerre) était plus spécialisé pour former des officiers d'état-major au style européen. Le nom de l'école a été changé pour Mekteb-i Fununu Harb (École des sciences de la guerre). C'est pendant son règne que la formation des officiers a été améliorée et régularisée, en commençant par les écoles militaires idadi de niveau intermédiaire et culminant au Mekteb-i Harbiye (War College) ou, pour les plus compétents, à l'Erkan-i Harbiye (chefs d'état-major). Le dernier, en tant que concept et organisation, était en grande partie l'œuvre de von der Goltz.
Cependant, bien que le consensus selon lequel Abdulhamid était favorable à la modernisation de l'armée ottomane et à la professionnalisation de l'officier était assez général, il semble qu'il ait négligé l'armée au cours des quinze dernières années de son règne, et il a également réduit le budget militaire. Le problème de l’armée (au nombre de 700 000 environ à la fin du siècle), outre l’opposition constante des officiers aux exercices sur le terrain, est le nombre croissant d’officiers sous-payés et l’absence d’un système de retraite approprié. Les dépenses annuelles de l'armée se sont élevées à 7 756 000 lires sur un budget national total de 18 927 000 lires pour 1897; lorsque l'Administration de la dette a réclamé 6 483 000 lires, il ne restait pas grand-chose à investir dans le développement économique.